# Euphumosia nigrifacies
Euphumosia nigrifacies är en tvåvingeart som beskrevs av Malloch 1934. Euphumosia nigrifacies ingår i släktet Euphumosia och familjen spyflugor. Inga underarter finns listade i Catalogue of Life.